# Desa Plosowangi (administrativ by i Indonesien, lat -7,06, long 109,97)
Desa Plosowangi är en administrativ by i Indonesien.   Den ligger i provinsen Jawa Tengah, i den västra delen av landet, 400 km öster om huvudstaden Jakarta.